# Плавание финикийцев вокруг Африки
Плавание финикийцев вокруг Африки — предполагаемое путешествие финикийских мореходов вокруг Африканского континента около 600 года до н. э., совершённое по приказу египетского фараона Нехо II. Несмотря на скудные свидетельства, большинством современных историков признаётся вероятным  и было удачно реконструировано.

## Источники

Ойкумена в представлении Геродота

## Исторический контекст

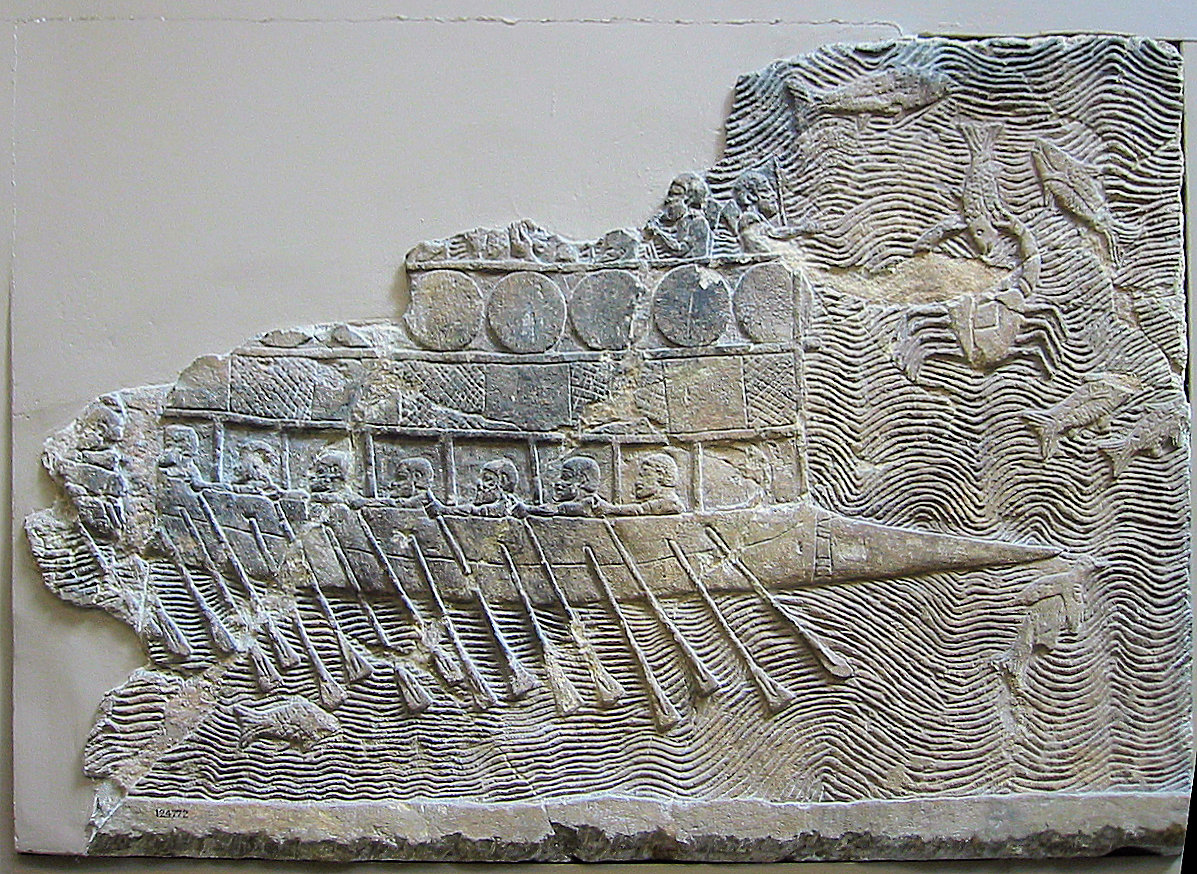
Ассирийский корабль (ок. 700 года до н. э.), вероятно, построенный финикийцами. Рельеф из Ниневии. Британский музей

Правление XXVI (Саисской) династии, к которой принадлежал фараон Нехо II, приходится на так называемый Поздний период в истории Древнего Египта — последний подъём египетской цивилизации, последовавший после недолгого правления ассирийцев и раздробленности и прерванный персидскими и македонским завоеваниями. Нехо II развивал внешнюю торговлю, опираясь на греческих торговцев и финикийских судовладельцев. Геродот сообщает о грандиозном проекте соединения Нила каналом с Красным морем для развития судоходства.
Финикия — в далёком прошлом подвластная египтянам территория — была в этот период объектом соперничества Египта с Ассирией и Вавилонией. К началу VI века до н. э. финикийцами (или, по альтернативной гипотезе, греками) уже была сконструирована триера — судно, оснащённое тремя рядами вёсел, и освоены дальние морские путешествия (Пиренейский полуостров, Канарские острова, Британские острова, а согласно одной из гипотез — Индостан и Шри-Ланка). Плавания были, как правило, каботажными, учитывая уровень развития навигационных и кораблестроительных технологий и необходимость обеспечивать провиантом и пресной водой многочисленные экипажи кораблей.
У египтян был накоплен большой опыт морских экспедиций на южное побережье Красного моря — в страну Пунт, первая из которых состоялось ещё при фараоне Сахура в XXV веке до н. э. Всё это создавало благоприятные предпосылки для предприятия финикийцев.

## Аргументы за и против

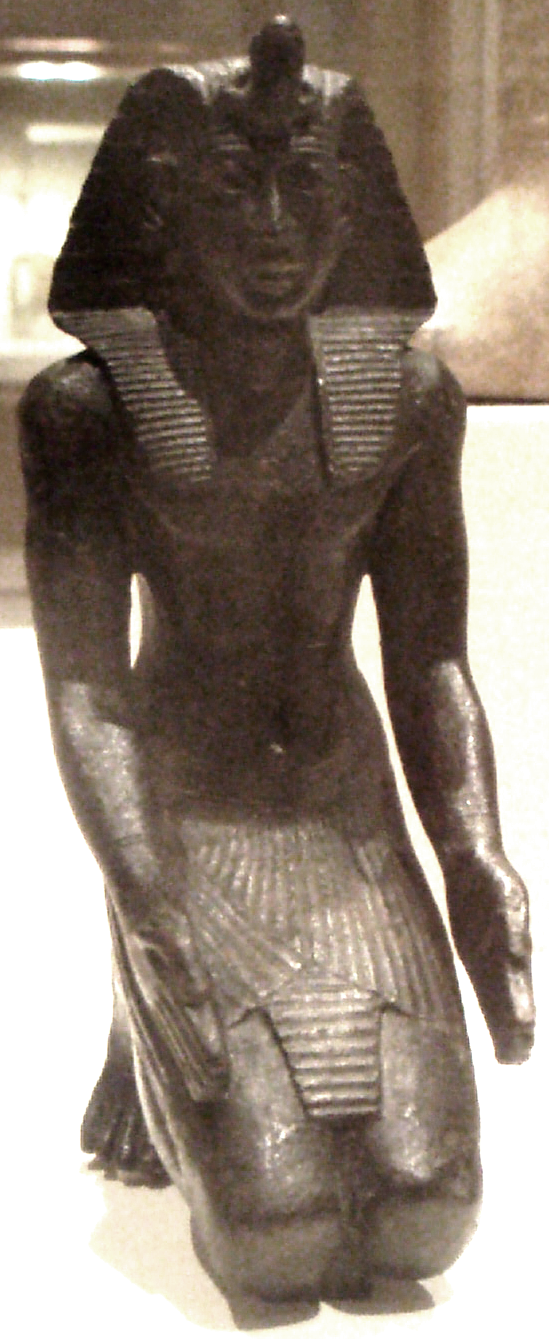
Нехо II (?). Бронза. Бруклинский музей

Та часть повествования Геродота, которая вызывала наибольшие сомнения у него самого (положение солнца), на самом деле является самым сильным аргументом в пользу того, что плавание финикийцев вокруг Африки действительно состоялось. Огибая Африку с юга и двигаясь при этом с востока на запад, финикийцы действительно наблюдали бы солнце с правой стороны, то есть на севере. Именно это обстоятельство, видимо, особенно поразившее финикийских моряков — жителей Северного полушария, подтверждает, что они действительно пересекли экватор и плыли через воды Южного полушария.
Критика этой части труда Геродота встречается ещё у античных авторов, однако их возражения сводились, главным образом, к «солнечному» аргументу и, таким образом, сейчас научной ценности не имеют. Историки XIX—XX веков в целом допускали возможность плавания финикийцев, хотя и сомневались в достоверности отдельных фрагментов повествования «отца истории».
К числу современных критиков версии Геродота принадлежит британский египтолог Алан Ллойд (Университет в Суонси). Он оспаривает тот факт, что информация о положении солнца могла быть получена только опытным путём, и утверждает, что греки во времена Геродота уже имели ясное представление о географических направлениях и движении солнца над поверхностью Земли. Таким образом, Геродот должен был знать, что любая экспедиция, продвинувшаяся достаточно далеко на юг, столкнется с феноменом перехода солнца из прежнего положения в противоположное. Скепсис самого Геродота Ллойд объясняет так: «Его разум отказывался принять… не абсолютную достоверность такого опыта, а саму возможность того, что Африка простирается достаточно далеко на юг для наблюдения данного феномена». Однако хотя некоторые греческие философы почти за сто лет до него рассуждали о шарообразности Земли, сам Геродот не обнаруживает признаков знакомства с этой идеей. Его понятия о географии, хотя и более глубокие, чем у его современников, опирались на двумерную картину мира.
Ллойд сомневается и в наличии мотивации у египтян к подобному предприятию:

Крайне маловероятно, что египетский фараон мог действовать таким образом, как это приписывается фараону Нехо. Нам представляют эдакого властителя-философа, одержимого идеей мореплавания вокруг Африки и снарядившего экспедицию с этой целью. С психологической точки зрения такое просто невозможно для любого фараона, сколь угодно любознательного, по той простой причине, что это потребовало бы резкого отступления от традиционного египетского образа мысли.

Однако для XXVI династии характерен возросший интерес к внутренней части Африканского континента. Когда враждебное царство Мероэ отрезало Египет от центральной Африки, египтянам пришлось искать другие маршруты для доставки товаров. К тому же торговля в западной части Средиземноморья к тому времени в значительной степени была монополизирована Карфагеном.
Также Ллойд отмечает практические трудности плавания вокруг Африки, береговая линия которой составляет около 30,5 тыс. км, подтверждаемые результатами других мореплавателей: карфагенянам, скорее всего, удалось продвинуться только до Гвинейского залива, а у португальцев с их более совершенными технологиями ушло несколько десятилетий на то, чтобы проникнуть в Индийский океан. Но объяснение есть и этому противоречию. Дело в том, что карфагеняне и португальцы пытались обогнуть Африку с запада на восток, борясь с неблагоприятными ветрами и течениями. Финикийский маршрут с востока на запад был гораздо легче: древние мореходы уже были знакомы с побережьем до Африканского Рога, а оттуда муссоны увлекли парусные корабли на юг. Американский историк Рис Карпентер (Брин-Мор-колледж) полагает:

Если финикийцы смогли достигнуть мыса Доброй Надежды, у нас нет никаких причин не верить в то, что они обогнули его и продолжили путь вдоль побережья на север к своей теперь уже определенной цели, — особенно потому, что ветры и океанические течения теперь уже не просто способствовали, но практически вынуждали их следовать этим курсом.

Наконец, Ллойд считает маловероятным привлечение к подобной экспедиции именно финикийских моряков: Египет в правление Псаметтиха I и Нехо II имел тесные связи с греческими полисами, например, с Коринфом и Самосом. Менее чем в 20 км от Саиса, столицы Египта при XXVI династии, находилась крупная греческая колония-порт Навкратис. Таким образом, для строительства судов Нехо II имел возможность получить любых специалистов-греков практически у стен своего дворца. Кроме того, известно, что египетский флот при фараоне Априи, внуке Нехо II, состоял из греческих триер, укомплектованных, по крайней мере, частично, греческими моряками.

## Археологические свидетельства

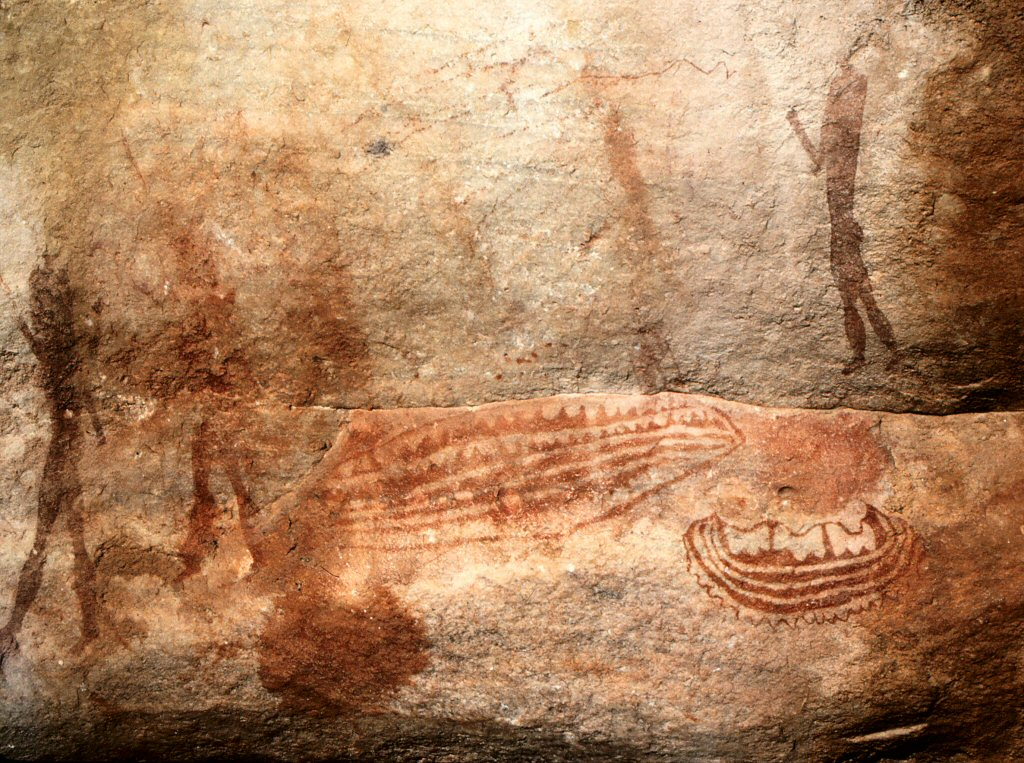
Наскальный рисунок в Западно-Капской провинции ЮАР, предположительно изображающий парусник финикийцев

В 1827 году английский путешественник Джордж Томпсон (1796—1889) опубликовал книгу под названием «Путешествия и приключения в Южной Африке» (англ. Travels and Adventures in South Africa). В книге он упоминает о странной находке близ местечка Кейп-Флэтс в районе мыса Доброй Надежды, сделанной незадолго до его приезда. Речь шла о частях обшивки какого-то древнего судна «со следами металлической субстанции в сильно разъеденном состоянии», предположительно, гвоздей. Плотник, присутствовавший при осмотре, утверждал, что древесина была кедровая (кедр ливанский широко применялся древними кораблестроителями). Томпсон предположил, что это останки финикийского парусника, потерпевшего крушение в древности. О находке на долгое время забыли, но через 30 лет в тех же местах некий местный чиновник сообщил в письме губернатору провинции о том, что на побережье обнаружили полуистлевшую кедровую доску длиной 70 футов (21 м). Уже в XX веке обломки древнего корабля изучал известный учёный Раймонд Дарт. Он установил, что длина парусника могла достигать 170 футов (52 м), что вполне согласуется с имеющимися данными о кораблестроении у финикийцев.
В конце XX века в ЮАР в районе Клануильяма были обнаружены наскальные рисунки, изображающие корабли. Они были нанесены острым предметом на прибрежные скалы в нескольких пунктах побережья. Часть изображений могут быть интерпретированы как корабли финикийцев.

## Реконструкции
В конце 1970-х годов француз Андре Жиль-Артаньян (фр. André Gil-Artagnan) с группой единомышленников при поддержке государственных и общественных организаций начал строительство копии финикийского судна и взялся доказать, что описанное Геродотом плавание происходило в действительности. Корабль длиной 20,5 м, водоизмещением 40 т и осадкой 1,4 м получил название «Пунт» (фр. Pount) в честь страны, куда неоднократно снаряжали морские экспедиции древние египтяне. Двухлетнее путешествие, в котором также принимали участие жена и двое малолетних детей Жиль-Артаньяна, завершилось успешно.
В 2008—2010 годах группа энтузиастов под руководством британца Филипа Била организовала экспедицию по следам древних мореходов на реплике финикийского корабля. Строительство корабля, названного «Финикия» (англ. Phoenicia), велось на острове Арвад (Сирия) с использованием аутентичных технологий (для чего была проведена большая исследовательская работа) и аутентичных материалов и заняло 9 месяцев. Длина корабля составила 20 м, водоизмещение 50 т, осадка 1,5 м. Общая длина маршрута экспедиции превысила 20 000 морских миль.